# Вейтпуллинг

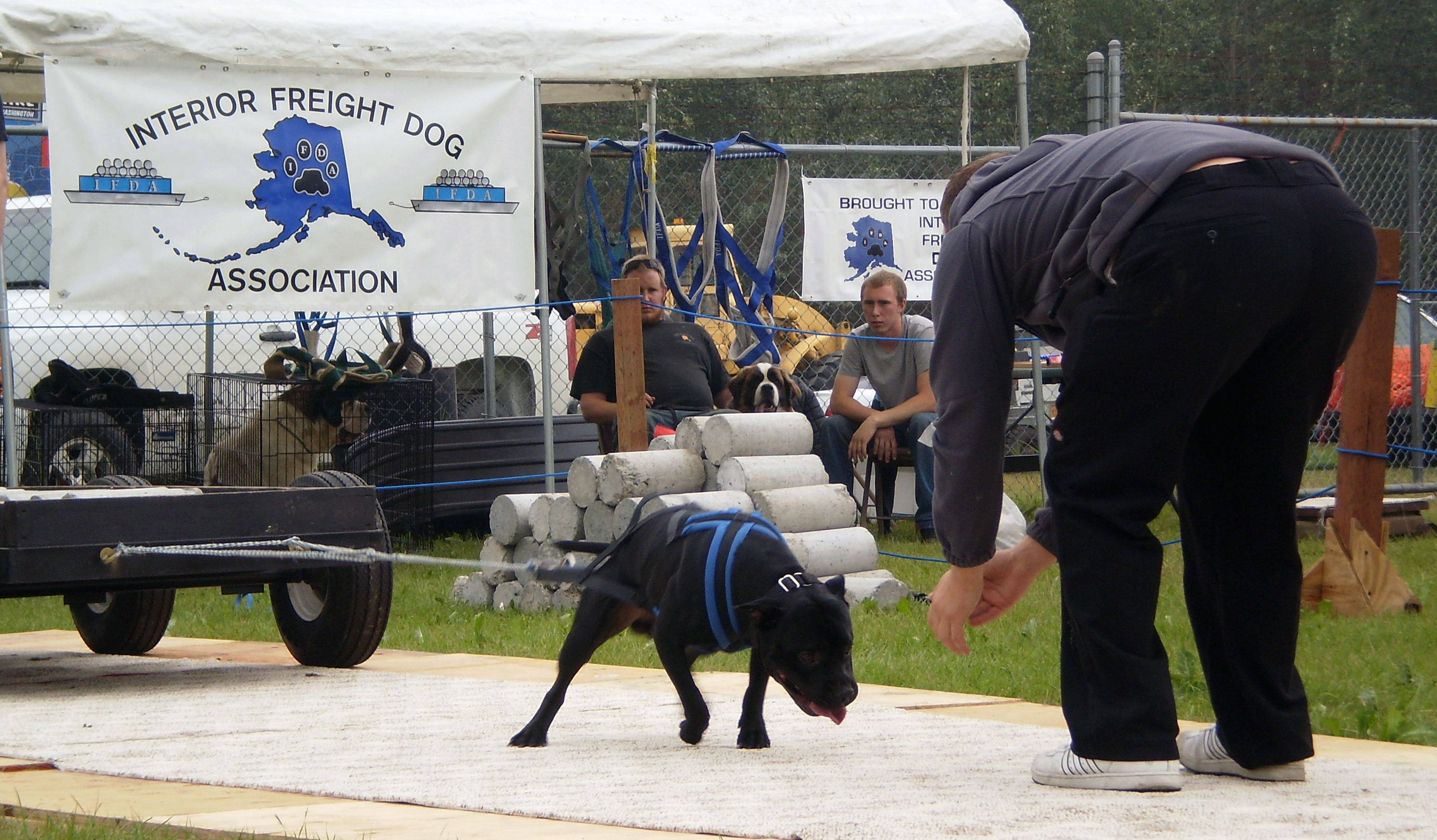
Соревнования по вейтпуллингу. 2009 г. Аляска, США

Вейтпу́ллинг (англ. Weight pulling от Weight — вес, Pull — тянуть) — вид кинологического спорта по перемещению груза собакой. Собака в специальной шлейке, запряжённая в сани или тележку с грузом, должна преодолеть за минимальное время определённое расстояние в несколько метров.
Идея таких состязаний возникла в результате рабочего применения собак северных пород. Сегодня вейтпуллинг — это организованное спортивное мероприятие с чётко установленными правилами.

## Развитие
Первые упоминания о вейтпуллинге можно найти в книге Джека Лондона «Зов предков» и в других историях того времени, повествующих о собаках, буксирующих грузы золотоискателей. (В частности, в историях о спорах, чья собака сможет вытянуть загруженные сани, полозья которых вмёрзли в лёд).
Вейтпуллинг изначально был неизменным дополнением к гонками на собачьих упряжках и развивался параллельно с ними. После гонок каюры выставляли лучших собак для состязания в вейтпуллинге, чтобы увидеть, какая из них не только самая быстрая, но и самая сильная.
К 1978 году Международная Ассоциация Гонок на Собачьих Упряжках (ISDRA — International Sled Dog Racing Association) разработала первый вариант инструкций и правил для отдельного спортивного состязания. Вейтпуллинг постепенно стал выделяться в самостоятельный вид спорта. Ограничения по породам отменили, и к участию в состязаниях допускались любые собаки не моложе 1 года и не старше 12 лет, разделённые лишь на весовые категории. Вследствие особого всплеска популярности вейтпуллинга в США в период 1982—1983 годов, в ноябре 1984 года основывается Международная Ассоциация Вейтпуллинга (IWPA — International Weight Pull Association). На данный момент IWPA насчитывает около 250 300 членов. Несмотря на международный статус, организация работает только в Северной Америке.
В Европе развитием вейтпуллинга серьёзно занимаются две крупные организации:
- Европейская Лига Вейтпуллинга (EWPL — European Weight Pull League), объединяющая на сегодня ассоциации и клубы Швеции, Норвегии, Финляндии и Дании. В 2008 году в Швеции был проведен первый европейский чемпионат по вейтпуллингу. Сейчас чемпионат Европы проводится ежегодно в августе-сентябре[4].
- Объединенная Тяговая Федерация (UPF — United Pulling Federation), состоящая из представителей Великобритании, Бельгии, Франции, Германии и Швейцарии[5]. UPF также проводит ежегодный чемпионат Европы[6].

В России вейтпуллинг официально признан РКФ как вид спорта в 2005 году. С тех пор можно получить рабочие сертификаты САСТ, титулы по рабочим качествам и титул Чемпион России по вейтпуллингу.
При занятиях вейтпуллингом развивается сила, выносливость, укрепляется сердечно-сосудистая система и связки. Лучшие результаты в этом спорте показывают собаки с хорошей социализацией, стабильной психикой и хорошим здоровьем.

## Правила
Правила, по которым проводятся состязания, отличаются в разных ассоциациях. Так, могут различаться принципы деления на весовые категории, длины дистанций, системы начисления баллов. Российская кинологическая организация официально ссылается на правила, разработанные АВРС (Ассоциацией Владельцев Рабочих Собак — Украина) в 2000 году на основе правил IWPA. В 2005-м году в России вейтпуллинг был признан РКФ официальным видом спорта. Согласно им, вес участников распределяется на 7 классов, в отличие от IWPA и EWPL, где распределение происходит на 9 весовых категорий. Но с 2008 года РКФ применяет собственные правила проведения соревнований по вейтпуллингу, немного отличающиеся от правил АВРС, и регламентирует 6 весовых категорий.
| IWPA | EWPL | АВРС | РКФ |
| --- | --- | --- | --- |
| - от 0 до 10 фунтов - от 11 до 25 фунтов - от 26 до 40 фунтов - от 41 до 60 фунтов - от 61 до 80 фунтов - от 81 до 100 фунтов - от 101 до 125 фунтов - от 126 до 150 фунтов - более 151 фунтов. | Легкий: - от 0 кг до 9,99 кг. - от 10 кг до 14.99 кг. - от 15 кг до 19.99 кг. - от 20 кг до 24.99 кг. - от 25 кг до 29.99 кг. Тяжелый: - от 30 кг до 36.99 кг. - от 37 кг до 43.99 кг. - от 44 кг до 50,99 кг. - свыше 51 кг. | - S — Супер легкая — собаки весом до 9 кг. - А — все собаки весом от 9 до 17 кг. - В — все собаки весом от 18 до 26 кг. - С — все собаки весом от 27 до 35 кг. - D — все собаки весом от 36 до 44 кг. - Е − все собаки весом от 45 до 53 кг. - F — Нелимитированная — все собаки весом от 54 кг и более. | - до 10 кг, - до 20 кг, - до 30 кг, - до 40 кг, - до 50 кг, - свыше 50 кг. При взвешивании и регистрации вес определяется в сторону уменьшения. Если собака, например, весит 30,9 кг, её записывают в весовую категорию до 30 кг. |

Соревнования в системе РКФ проводятся в соответствии с требованиями Международной Ассоциации по Вейтпуллингу, но с небольшими изменениями. К соревнованиям допускаются собаки в возрасте от 1 года до 11 лет (в IWPA до 12 лет), находящиеся в хорошей физической форме. Порода и родословная собаки значения не имеют, но каждая собака — участник соревнований должна иметь клеймо или микрочип для идентификации.

Каждая собака-участник должна передвинуть платформу с грузом на расстояние 5 м (в IWPA 4,8 м) в течение 1 минуты. Собаке даётся возможность пройти всю дистанцию, при этом фиксируется затраченное время. Во время перетаскивания груза хендлер должен находиться в рабочей зоне, но не имеет права касаться собаки и снаряжения и использовать приманки, лакомства, свистки, намордники, строгие ошейники. Допускается, чтобы собака была на поводке, при этом поводок должен все время прохождения дистанции находиться в провисшем состоянии. Запрещено всё, что хоть отдаленно может показаться угрозой по отношению к собаке. Можно побуждать её к движению только голосом, но при этом запрещено употреблять грубые выражения. Основная идея состязаний заключается в том, что единственным побуждающим мотивом для собаки является команда хозяина и собственное желание тянуть груз. Именно благодаря такому подходу на состязаниях не наносится ущерб здоровью собак.
Стартовый вес не должен превышать:
- в категориях до 10 кг — 100 кг
- в категории до 20 кг — 200 кг
- в категории до 30 кг — 250 кг
- в категории до 40 кг — 300 кг
- в категории до 50 кг — 350 кг
- в категории свыше 50 кг — 400 кг.

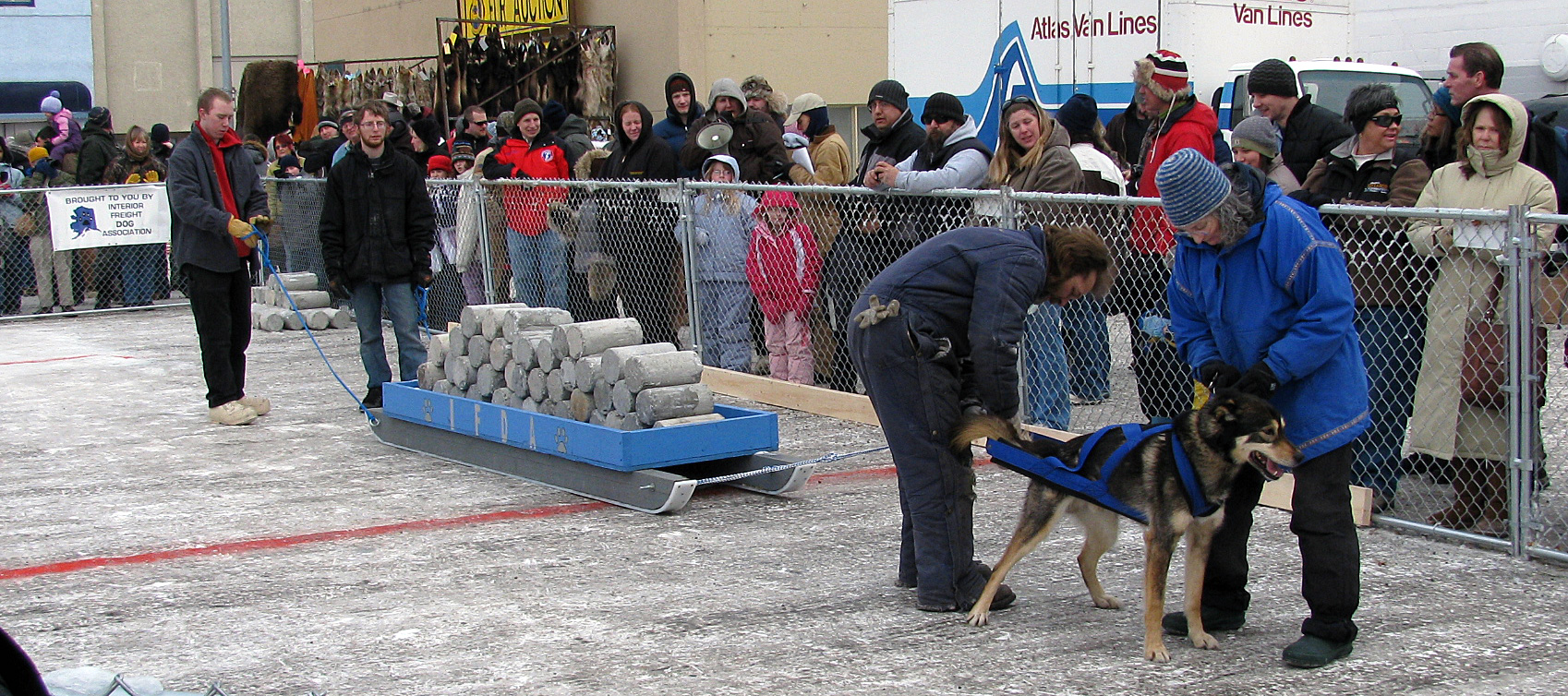
Состязания по вейтпуллингу на искусственном снежном покрытии.

В каждом следующем раунде вес увеличивается обычно на 20 — 30 кг для лёгких классов (до 30 кг) и на 40 — 100 кг для тяжёлых. Таких раундов в течение состязаний может быть от 5 до 12.
Собака, перетянувшая наибольший вес в своей весовой категории, объявляется «Победителем весовой категории», при условии, что в её весовой категории выступало не менее двух собак. Если две или более собак перетащили одинаковый груз и не могут передвинуть по длине дистанции больший груз, победителем объявляется та собака, которая показала наименьшее время.
Собаке, отбуксировавшей в ходе соревнований максимальный вес, присваивается звание «Абсолютный Чемпион».
Собака, передвинувшая максимальный вес по отношению к своему собственному весу, объявляется «Рекордсменом».
Собаки, показавшие наивысшие рекордные результаты по абсолютному и относительному показателю в соревнованиях уровня САСТ, получают этот титул. Собака, набравшая три САСТ, получает титул Чемпиона России по рабочим качествам.
История состязаний показывает, что обычно собаки меньшего веса могут передвинуть больший по отношению к собственному весу груз. Максимальное стартовое усилие для рывка обеспечивается большой мышечной массой, которая, в свою очередь, наращивается работой с тяжёлыми грузами. Результаты, показанные в разных состязаниях, не сравниваются, так как условия проведения, качество груза, состояние платформы и покрытия оказывают решающее влияние на конечный результат. Так, например, одна и та же собака на рельсовой системе (такая система не используется в состязаниях IWPA) может сдвинуть груз в 2-3 раза тяжелее, чем она сможет сдвинуть по грунту, а результаты, показанные по снегу, будут уже в 3-4 раза меньше, чем по грунту. Статистика наивысших результатов чемпионатов IWPA за 1997—2015 годы сильно отличается:
| Год  | Вид покрытия           | Вес / кг. (округл. при переводе из фунтов) | Победитель                               | Весовая категория                         |
| ---- | ---------------------- | ------------------------------------------ | ---------------------------------------- | ----------------------------------------- |
| 1997 | Грунт                  | 2447                                       | Английский мастиф                        | более 151 фунтов                          |
| 1995 | Искусственное покрытие | 2269                                       | Английский мастиф                        | более 151 фунтов                          |
| 2003 | Снег                   | 680                                        | Американский бульдог Аляскинский маламут | от 101 до 125 фунтов от 126 до 150 фунтов |
| 1998 | Искусственный снег     | 1193                                       | Аляскинский маламут Дог                  | от 101 до 125 фунтов более 151 фунтов     |

Собакам, сдавшим нормативы в соответствии с требованиями Международной Ассоциации Вейтпуллинга, присуждаются международные титулы:
- WD — Рабочая собака — присуждается собаке, прошедшей на четырёх состязаниях дистанцию с грузом, в 12 раз превышающим её собственный вес.;
- WDX — Отличная Рабочая собака — присуждается собаке, прошедшей на четырёх состязаниях дистанцию с грузом, в 18 раз превышающим её собственный вес.;
- WDS — Высококлассная Рабочая собака — присуждается собаке, прошедшей на трёх состязаниях дистанцию с грузом, в 21 раз превышающим её собственный вес.

## Снаряжение
Самое важное в снаряжении для вейтпуллинга — шлейка. Шлейка должна быть специально приспособлена для данного вида спорта. Использование шлейки для ездового спорта ведет к травме крестца и тазобедренных суставов. Конструкция шлейки представляет собой сильно удлинённый вариант классической ездовой шлейки. Мягкая подкладка под грудь и живот равномерно распределяет силу давления по всей площади стропы, а на грудные лямки приходится основная нагрузка. Крестовина, лежащая на спине, нагрузки не несёт. Размер и форма сечения перекладины не принципиальны. При наличии системы пряжек имеется возможность регулировать:
1. Длину шлейки по корпусу.
2. Длину крестовины, в зависимости от высоты собаки в холке.
3. Расстояние от задних конечностей до перекладины.

Прежде всего, шлейка должна быть подогнана (сшита) именно под конкретную собаку. При этом она должна привыкнуть к данной шлейке, так как даже небольшие изменения векторов нагрузки потребуют определённое время для адаптации к этим нагрузкам под новым углом. Силовые тренировки в грузовой шлейке способствует развитию передней части тела (высокоперёдость) и формированию рельефной мускулатуры.
Платформа для груза должна соответствовать условиям проведения соревнований. Если соревнования проводятся на снегу, то используются нарты, если соревнования проводятся в помещении или летом на грунте — используется платформа на колёсах (платформа на колёсах может двигаться и по рельсам, но в этом случае результаты соревнований не идут в зачёт получения титулов WD, WDX, WDS). Дорожка должна быть не менее 10 метров в длину и не менее 2,5 метров в ширину.